# Petryków (gmina)
Petryków (inaczej Petrykowicze, Petrykowo; w 1919 alt. Pietrykowo) – dawna gmina wiejska funkcjonująca pod zwierzchnictwem polskim w latach 1919–1920 na obszarze tzw. administracyjnego okręgu brzeskiego. Siedzibą władz gminy był Petryków, stanowiący od 14 sierpnia 1919 odrębną gminę miejską.
Początkowo gmina należała do powiatu mozyrskiego w guberni mińskiej. 6 listopada 1919 gmina wraz z powiatem mozyrskim została włączona do administrowanego przez Zarząd Cywilny Ziem Wschodnich okręgu brzeskiego. Po wytyczeniu granicy wschodniej gmina znalazła się poza terytorium II Rzeczypospolitej.